# Châteaugiron
Châteaugiron ist eine französische Gemeinde mit 10.688 Einwohnern (Stand: 1. Januar 2022) im Département Ille-et-Vilaine in der Region Bretagne; sie gehört zum Arrondissement Rennes und zum Kanton Châteaugiron.
Sie entstand mit Wirkung vom 1. Januar 2017 als Commune nouvelle durch die Fusion der früher selbstständigen Gemeinden  Ossé, Saint-Aubin-du-Pavail und Châteaugiron, die seither den Status von Communes déléguées  haben. Der Name der neuen Gemeinde ist mit einer der ehemaligen identisch.

## Gliederung
| Ortsteil                       | ehemaliger INSEE-Code | Fläche (km²) | Einwohnerzahl zum 1. Januar 2022 |
| ------------------------------ | --------------------- | ------------ | -------------------------------- |
| Châteaugiron (Verwaltungssitz) | 35069                 | 8,70         | 8.383                            |
| Ossé                           | 35209                 | 8,99         | 1.438                            |
| Saint-Aubin-du-Pavail          | 35254                 | 5,83         | .0867                            |

## Geographie
Nachbargemeinden von Châteaugiron sind Noyal-sur-Vilaine im Norden, Domagné im Osten, Piré-sur-Seiche im Süden und Südosten, Amanlis im Süden, Nouvoitou im Südwesten und Domloup im Westen.
Die Stadt wird vom Fluss Yaigne durchquert, der den See von Châteaugiron speist.

## Sehenswürdigkeiten
- Schloss Châteaugiron (12.–17. Jahrhundert, Monument historique)
- Schlosskapelle, erbaut im 12. Jahrhundert (Monument historique)
- Kirche Ste-Madeleine, erbaut 1864

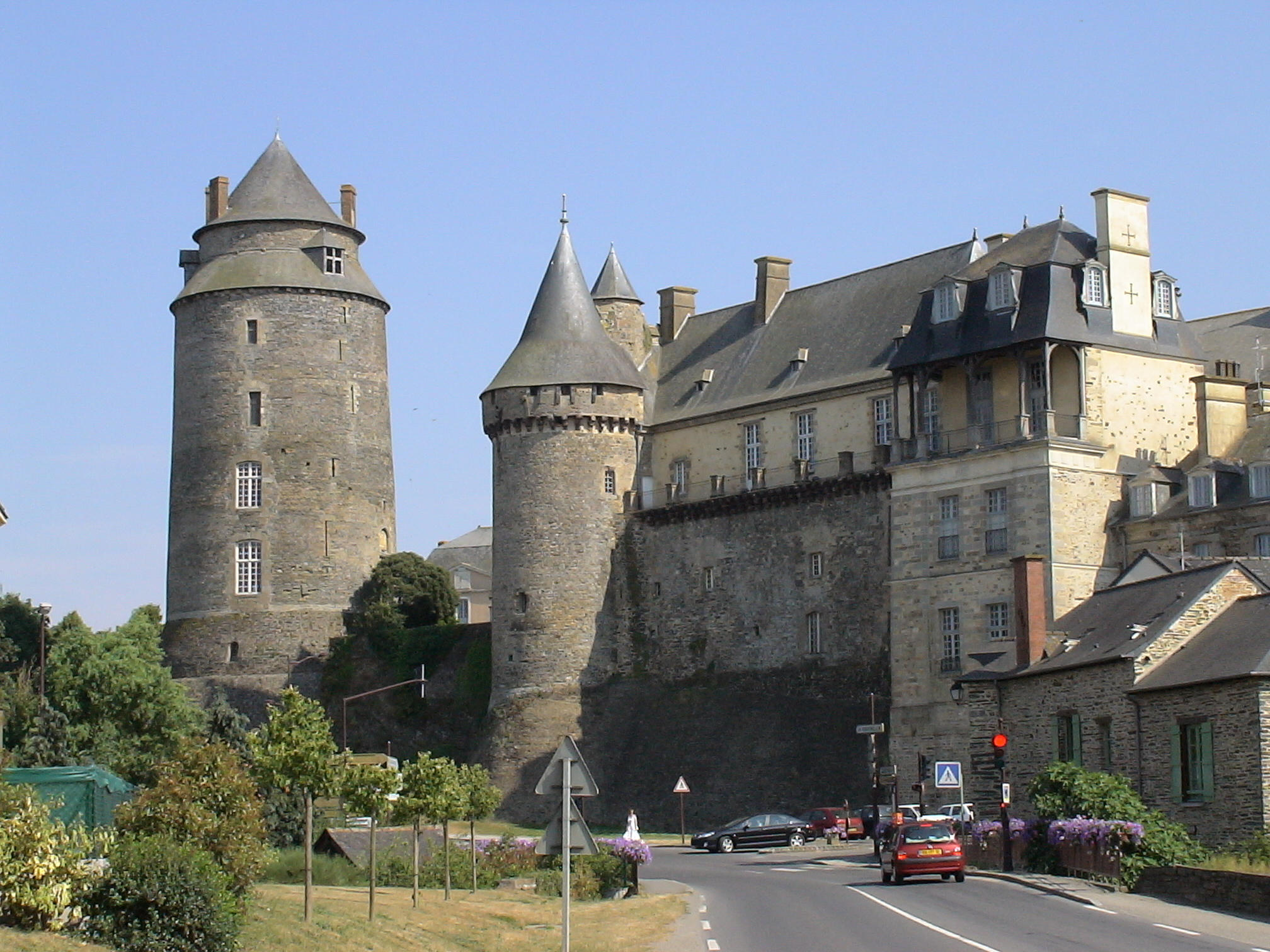
Schloss Châteaugiron
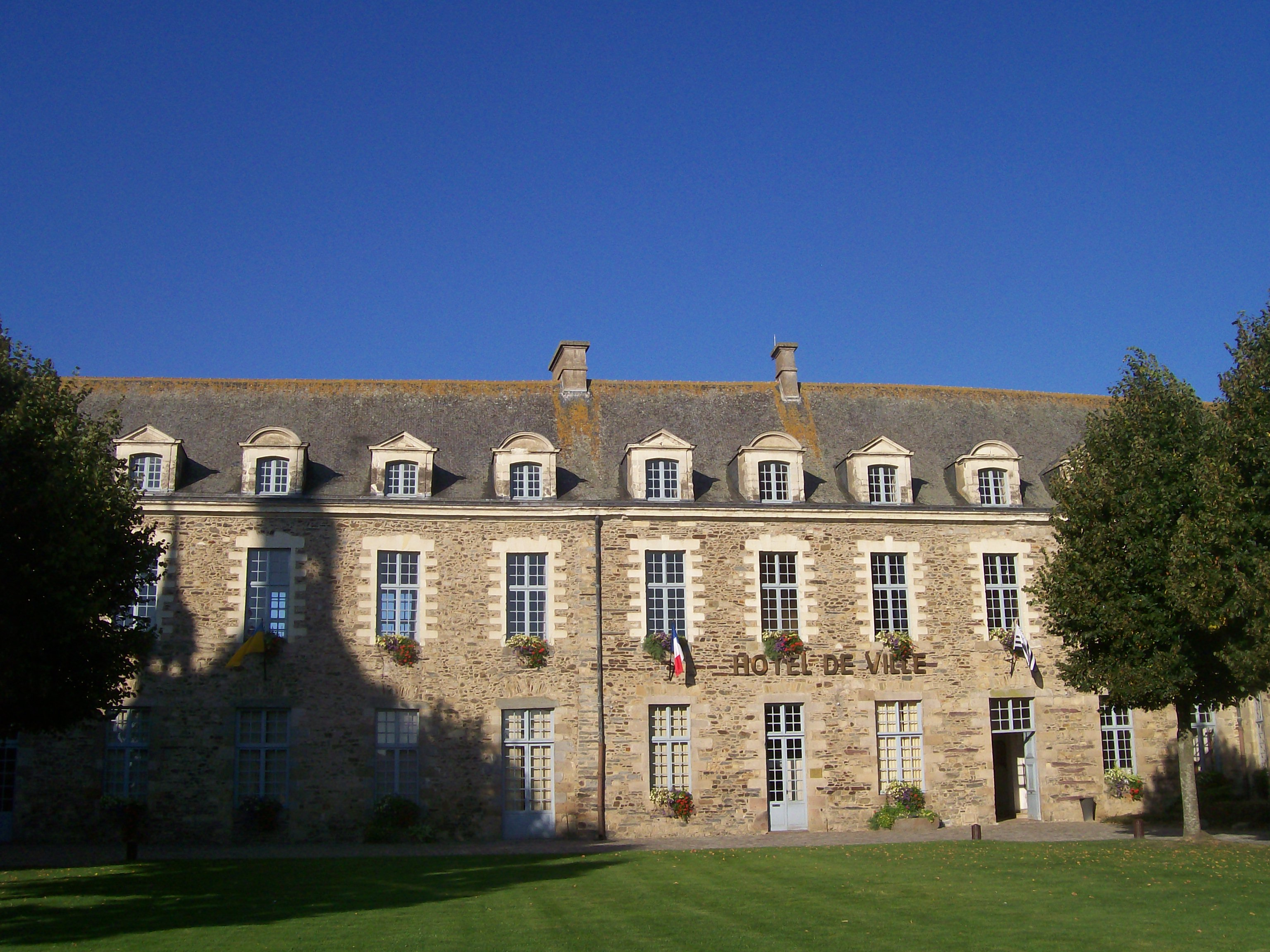
Hôtel de ville im Innenhof des Schlosses
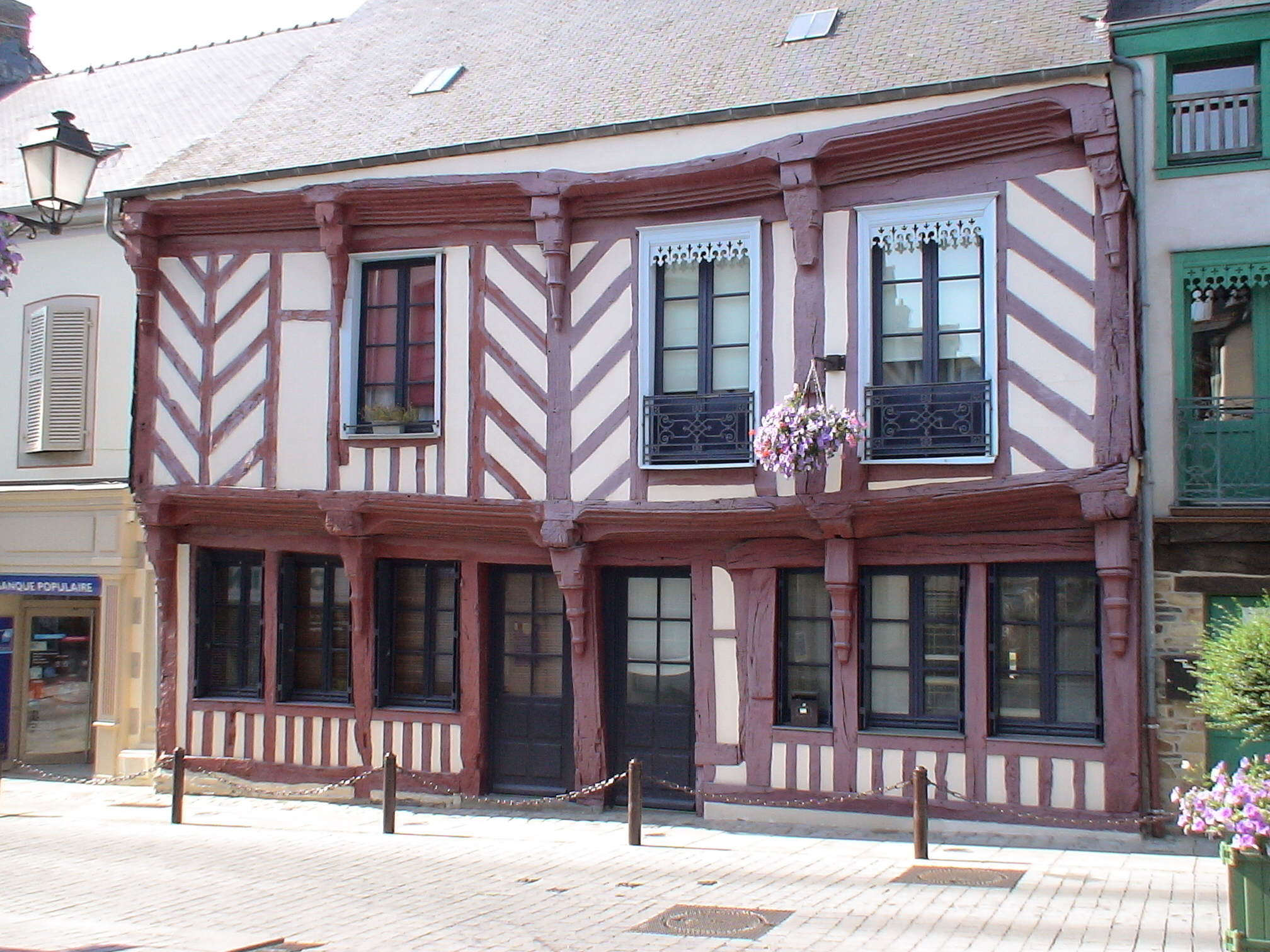
Fachwerkhaus
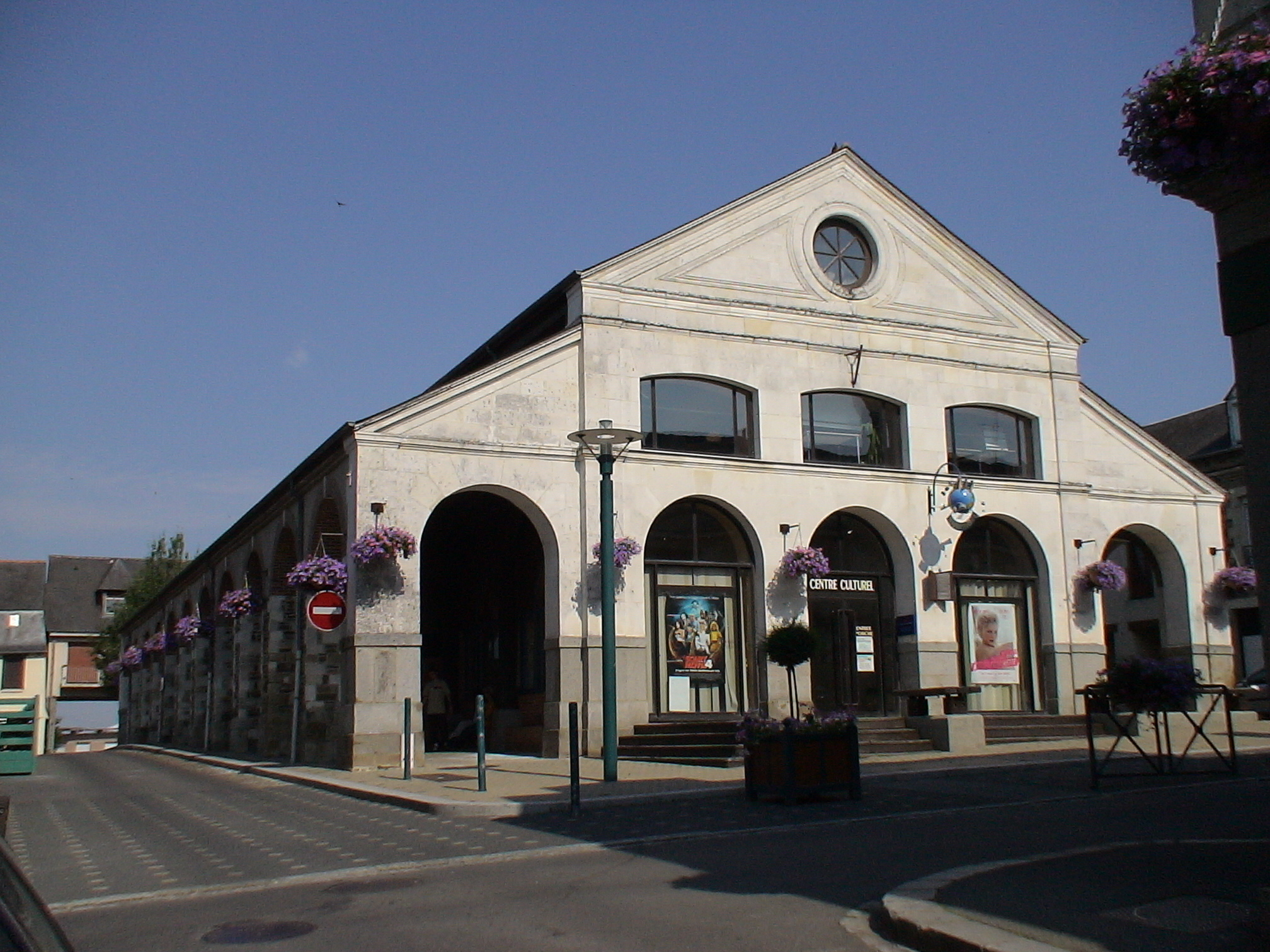
Markthalle
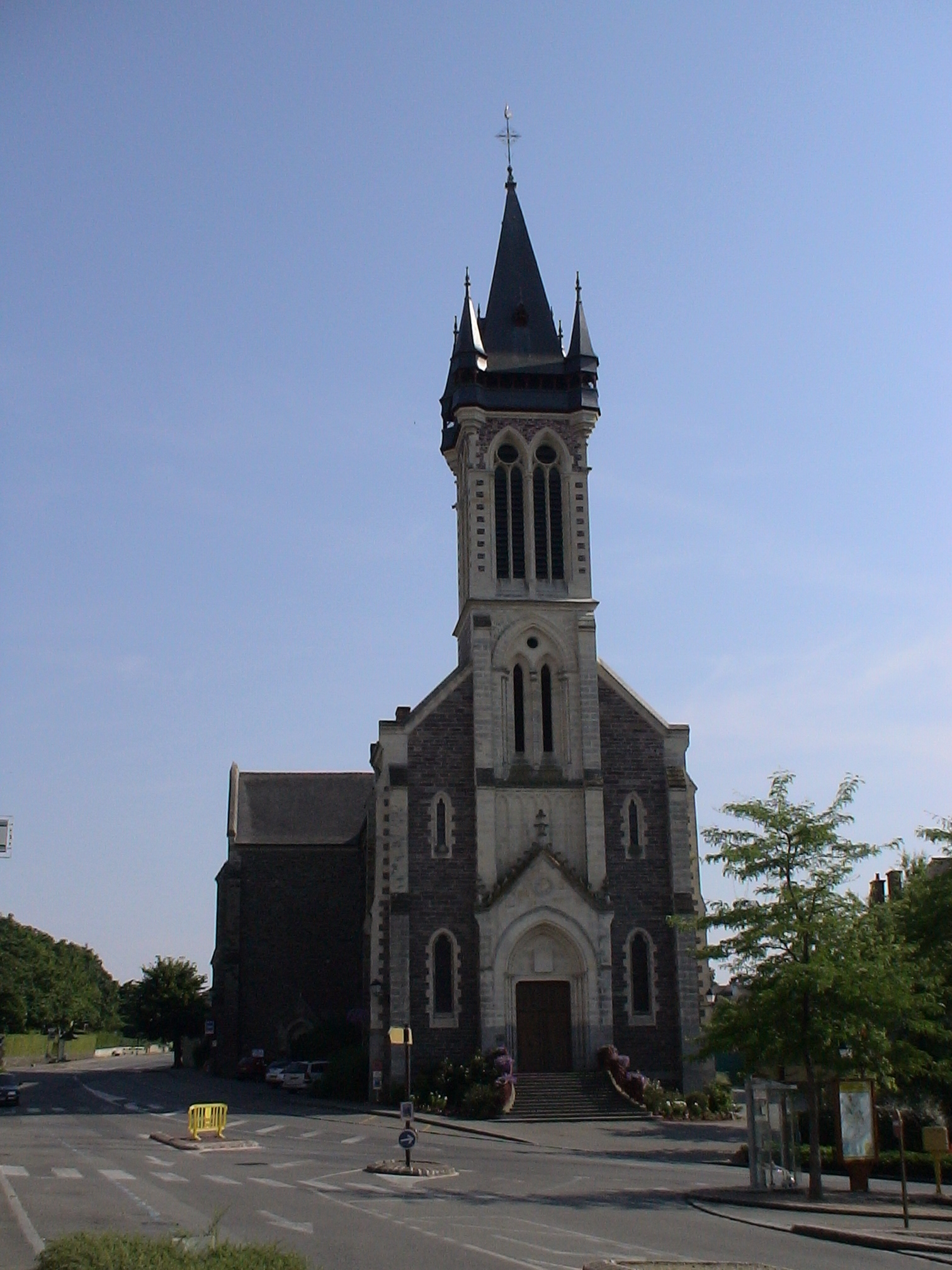
Kirche Sainte-Madeleine

## Städtepartnerschaften
- Manorhamilton (Irland) seit 1994
- Puszczykowo (Polen) seit 1992

## Persönlichkeiten
- Francis Xavier Leray (1825–1887), Erzbischof von New Orleans